# 龍首槳齒鯰
龍首槳齒鯰，為輻鰭魚綱鯰形目毛鼻鯰科的其中一種。分布於南美洲Mucuje河流域，本魚中鰓蓋有2列牙齒；脂鰭大，突然地在背鰭之後出現，體長可達7.5公分。